# Лучинці
Лучи́нці — село в Україні, у Рогатинській міській громаді Івано-Франківського району Івано-Франківської області.

## Географія
Лежить на лівому березі річки Гнилої Липи, за 8 км від центру громади Рогатина.

## Історія
Перша письмова згадка про село належить до 30 листопада 1436 року.
У податковому реєстрі 1515 року в селі документується 1 лан (близько 25 га) оброблюваної землі.
Жителі Лучинців брали участь в аграрному страйку 1906 року.
Про історію церковного життя в с. Лучинці на Івано-Франківщині до 1923 р. дізнаємося із «Хроніки парафії і церкви в с. Лучинці», написаної о. Осипом Яворським. Перша відома в Лучинцях дерев'яна церква була збудована щонайменше в середині XVII ст. Наступна була споруджена на Гандзиній горі за кошти о. Степана Базилевича впродовж 1743—1759 р., однак 1780 р. вона згоріла. Відтак, у 1781 рр., на іншому місці, на пагорбі, було зведено дерев'яну церкву Святого Миколая.
У 1939 році в селі проживало 1650 мешканців (1580 українців, 50 поляків, 20 латинників, 10 євреїв).

## Після звільнення від СРСР
В селі працює школа, клуб, бібліотека, медпункт, магазини. Зведено понад 500 житлових будинків. Населення за переписом 2001 року становило 1345 людей.
Споруджений пам'ятник жертвам Другої світової війни.
12 червня 2020 року, відповідно до Розпорядження Кабінету Міністрів України  № 714-р «Про визначення адміністративних центрів та затвердження територій територіальних громад Івано-Франківської області», увійшло до складу Рогатинської міської громади.
19 липня 2020 року, в результаті адміністративно-територіальної реформи та ліквідації Рогатинського району, село увійшло до складу новоутвореного Івано-Франківського району.

### Церковне життя
У селі діє церква Святого Миколая, у якій зберігається ікона Лучинецької Богородиці.
Саме церква Святого Миколая стала першим храмом, у якому була виставлена для народного вшанування Лучинецька ікона Богородиці. Свої чудотворні властивості ікона стала проявляти в 1860 р., коли висіла на стіні у сільській хатині Миколи та Анни Кугнатів. Старенька, закопчена і почорніла, вона самовідновилася на очах господарів. Оновлену ікону величною процесією перенесли до храму і встановили в головному вівтарі. Святіший Отець Пій ІХ у 1861 р. надав Лучинцям право повного відпусту на такі свята: Співстраждання Пресвятої Богородиці (10-та п'ятниця після Воскресіння), Успіння Пресвятої Богородиці та Покрови Пресвятої Богородиці.
Упродовж 1901—1903 рр. на місці дерев'яного храму було збудовано сучасну муровану церкву Святого Миколая. А для поклоніння чудотворній іконі спеціально спорудили муровану каплицю. У 1906 р., під час паломництва духовенства і мирян УГКЦ до Єрусалима, Митрополит Андрей (Шептицький) посвятив Лучинецьку ікону Богородиці перед Гробом Господнім. Того ж року він відновив своєю Грамотою відпусти, надані Папою Римським Пієм ІХ.
Під час Першої світової війни біля каплиці вибухнув гарматний снаряд і вона загорілася. Було знищено майже все, крім тієї частини стіни, де висіла ікона Пресвятої Богородиці. Дивом врятований образ перенесли до церкви.
Значних руйнувань у воєнний час зазнала і сама церква, як ззовні, так і зсередини. Знищено було все церковне майно, вціліла лише ікона Богородиці. Пошкоджену церкву відновили тільки у 20-х рр. минулого століття.
Чудотворні властивості ікони Богородиці проявлялися і в наступні десятиліття. Ще за атеїстичного радянського режиму регент церкви, рятуючи дзвони від знищення, закопав їх, але нікому не сказав де. Коли мешканці схотіли побудувати дзвіницю, вони щиро молилися до Богородиці перед чудотворною іконою, щоб віднайшлися старі дзвони. І вони знайшлися під час закладення фундаменту для нової дзвіниці.
Прощі до чудотворної ікони в Лучинцях відновлено лише із 1997 р. Сьогодні Лучинецька чудотворна ікона Пресвятої Богородиці поміщена в іконостасі над царськими вратами.

### Бібліотека
Бібліотека філіал с. Лучинці заснована приблизно в 1940-х роках. Спочатку приміщення було розташоване у приміщенні сільського клубу. У 1960-х роках бібліотеку було перенесено у приміщення школи, де знаходиться і по сьогоднішній день. Саме приміщення побудовано далекого 1922 р. Бібліотека обслуговує 505 читачів, з них 105 — діти, 50 — юнацтво. Фонд бібліотеки становить 9800 примірників книг. До послуг користувачів є читальний зал і книгосховище. Оформлено краєзнавчий куток: «Наші обереги». У2007 р. на базі бібліотеки проводився районний семінар.

## Відомі земляки
- Труш Володимир Любомирович — голова Тернопільської області (із 2020).
- Саків Тарас Степанович - професійний український футболіст, який грав у Лізі Європи з ФК Ворскла та у Лізі Конференцій з ФК Колос, на даний момент виступає за ФК Карпати
- Роксолана (Гасекі Хюрем Султан) - одна з найвпливовіших жінок в історії Османської Імперії. Народилась в с. Лучинці близь Рогатина приблизно в 1505 р. [джерело?].